# Terebratulina kiiensis
Terebratulina kiiensis är en armfotingsart som beskrevs av Dall och Henry Augustus Pilsbry 1891. Terebratulina kiiensis ingår i släktet Terebratulina och familjen Cancellothyrididae. Inga underarter finns listade i Catalogue of Life.